# Judith tenant la tête d'Holopherne
Judith tenant la tête d’Holopherne est un tableau de Victor Mottez,  réalisé en 1852 et de dimensions 195 × 158 cm.
Le tableau est conservé au musée des Beaux-Arts de Rennes, en France.

## Le sujet
Judith tenant la tête d’Holopherne est une peinture qui représente l'héroïne biblique Judith tenant la tête d’Holopherne, après l'avoir décapité.

## Histoire du tableau
Le tableau était conservé par la famille de Victor Mottez puis a été acquis par le musée des Beaux-Arts de Rennes, en 2020 auprès de la famille du peintre.